# 吉井歌奈子 ミュージックトリップ
吉井歌奈子 ミュージックトリップ（よしいかなこ ミュージックトリップ）は、2007年4月14日 - 2009年4月4日まで、文化放送で放送されたラジオ番組である。  

## 概要
その日のお天気や季節に合った音楽を届ける、生ワイド番組。
洋楽、邦楽を問わず、少し懐かしい曲を中心としながら、最近の曲も交え、曲は原則として、フルコーラスを掛ける。

## 出演者
- 吉井歌奈子 （フリーアナウンサー）

## 放送時間
- 毎週土曜日 11:00 - 13:00

ただし、祝日の無い月に放送される「ドコモ団塊倶楽部」（弘兼憲史と石川真紀アナウンサーがパーソナリティー）のスペシャル番組が放送される時は、休止となっていた。2007年度は、6月・8月に放送されていた。また、2007年7月14日は参議院選挙の政見放送枠に割り当てられたため、休止（番組内の文化放送ニュース・天気予報・交通情報は、政見放送と政見放送の間に時間移動された）。7月21日も、12:30から政見放送のため、30分縮小された。さらに、9月1日（8月の聴取率調査週間の2週目に当たる土曜）は、全国38局ネットで生放送される「防災の日特番」放送のため、全編休止となった。
同様に2008年度も6月・8月に「ドコモ団塊倶楽部」が組まれて2回休止された。さらに2009年1月3日放送予定分は「箱根駅伝復路」の実況中継放送のため全面休止された。
それ以外でも「北京オリンピック」の競技の都合上、2008年8月16日・23日は放送時間の短縮や日本人選手出場の競技種目の実況中継挿入のため度々番組が中断されていた。

## タイムテーブル
- 11:00：オープニング
- 11:20：週末海外旅行（前身番組まで放送していた「日通 世界の街角」を引き継いだコーナー）
- 11:30：文化放送ネットショップ
- 11:37：クラシックの扉
- 11:45：ウィークエンドインフォメーション
- 11:50：交通情報
- 11:52：文化放送ニュース
- 11:56：天気予報
- 12:00：お昼のVIPルーム
- 12:15：トーキョージャンボ ナイスオンサタデー
  - 「ドコモ団塊倶楽部」のレギュラー放送開始に伴いこのコーナーのみ独立し、2009年4月11日より土曜6:50へ移動した。
- 12:25：文化放送ネットショップ
- 12:30：マンスリーコレクション
- 12:40：歌奈子のトークコラム
- 12:49：交通情報
- 12:52：天気予報
- 12:55：エンディング

※2007年10月6日の放送分から、前半の11時台はINAXがメイン提供していた。